# (35566) 1998 GE7
1998 GE7 (asteroide 35566) é um asteroide da cintura principal. Possui uma excentricidade de 0.14385980 e uma inclinação de 14.92914º.
Este asteroide foi descoberto no dia 2 de abril de 1998 por LINEAR em Socorro.